# Elektrozaun

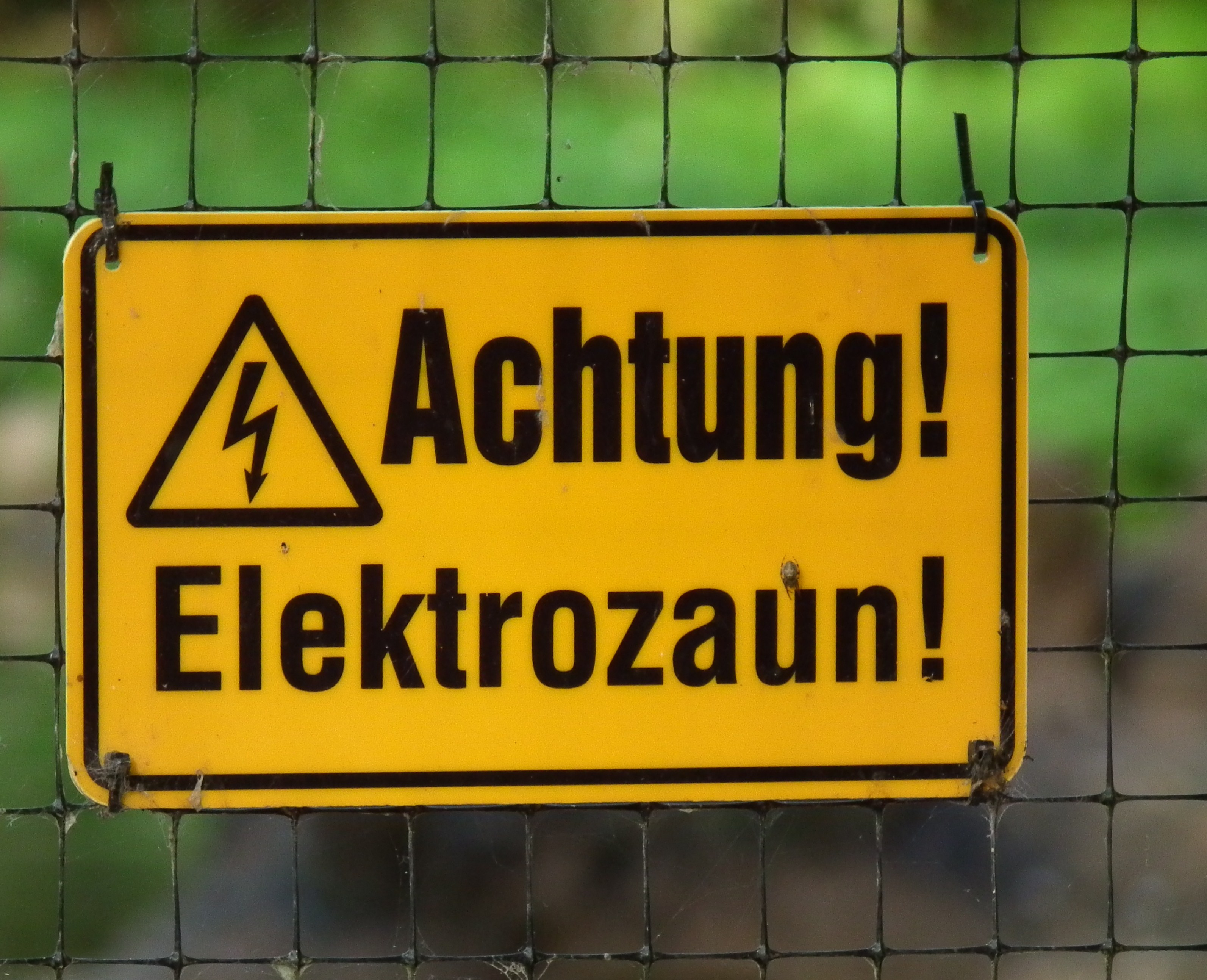
Ein Warnschild auf einen Elektrozaun

Ein Elektrozaun ist ein Zaun, mit dem Tiere oder Menschen durch die Schreck-, Schock-, Verletzungs- oder Tötungswirkung einer elektrischen Spannung davon abgehalten werden, ein Grundstück zu betreten oder zu verlassen. In der Regel bildet der Zaun den einen, die Erde den anderen Pol eines offenen Stromkreises. Berühren Tiere oder Menschen den Zaun, wird der Stromkreis geschlossen. Die bekannteste und in den meisten Staaten zugelassene Bauform des Elektrozaunes ist der elektrische Weidezaun.

## Elektrischer Weidezaun

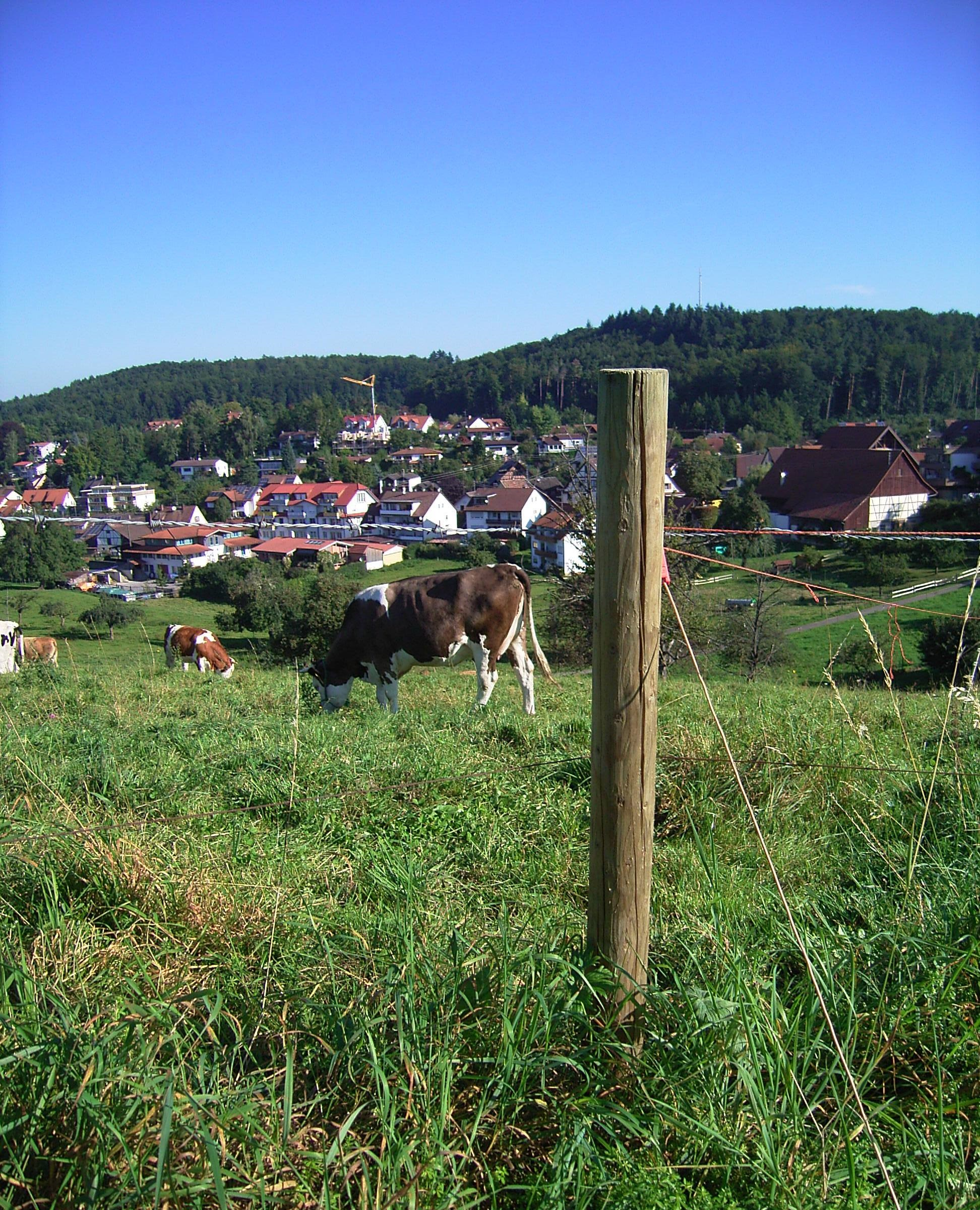
Ein elektrischer Weidezaun

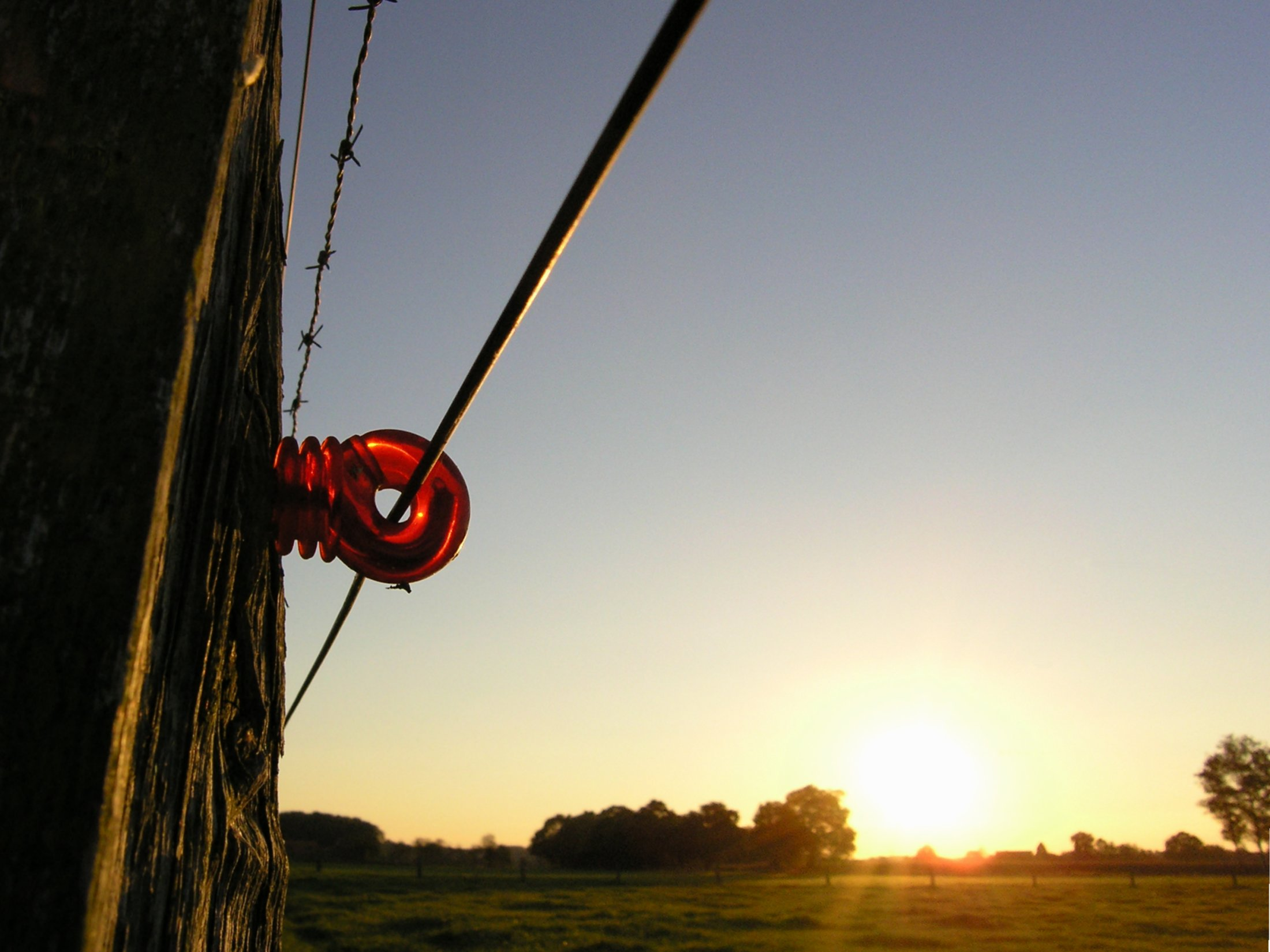
Isolator am Weidezaun

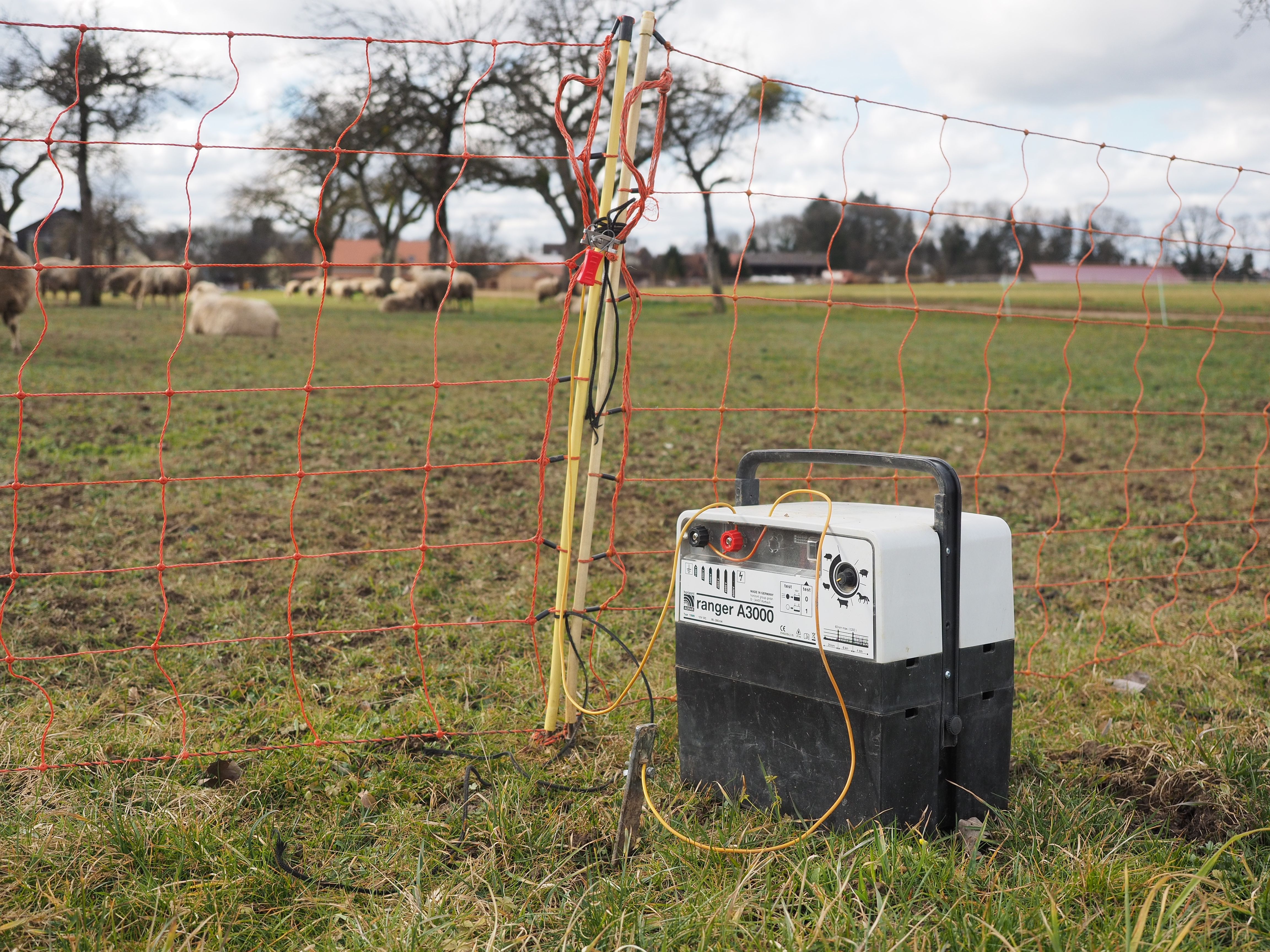
Elektrozaungerät an Netzzaun mit Akku im Gehäuse

Ein elektrischer Weidezaun ist eine besondere Bauart eines Weidezauns, bei dem an den Zaunpfählen ein oder mehrere elektrische Leiter mit Isolatoren befestigt sind. An Pfählen aus harzreichem Holz, zum Beispiel Tannenholz, kann unter Umständen auf den Isolator verzichtet werden. Gleiches gilt für Kunststoffpfähle.

### Aufbau
Die elektrischen Leiter waren früher blanke Drähte aus verzinktem Stahl oder aus Aluminium, später dünne Litzen (ca. 0,2–0,3 mm stark) in eine Kunststoffschnur (2–3 mm) oder ein Kunststoffseil (6–8 mm dick) eingewoben. Heute verwendet man oft gut sichtbares Kunststoffgewebeband (meist 20–50 mm breit) mit eingewebter Metall-Litze (Breitbandlitze).
Heute erzeugt das elektronische Gerät aus 12 V Versorgungsspannung Pulse von bis zu 15 kV von sehr kurzer Dauer (0,1 ms bis 0,3 ms). Dadurch wird die Energie – je nach zu hütender Tiergröße und je nach Zaunlänge – auf 0,1 bis 5 J begrenzt und ist für Tier und Mensch ungefährlich. Als Energiequelle dient ein Akkumulator, gegebenenfalls unterstützt von Solarzellen, oder ein Netzgerät. Ein Sperrwandler erhöht die Spannung auf etwa 600 V. Die Energie wird in einem Kondensator gespeichert, von  einem elektronischen Schalter in kurze Pulse zerhackt und alle 1 bis 2 Sekunden abgegeben. Durch einen Transformator wird der Impuls dann noch auf etwa 15 kV erhöht.
Früher wurde das elektromechanische Prinzip des Wagnerschen Hammers zur Pulserzeugung verwendet. Das Schalten des Relais war als „Klack“ hörbar, woran auch zu erkennen war, ob ein Gerät aktiv ist.
Der eine Pol des Gerätes ist über Zangen oder Klemmen mit dem Weidezaundraht verbunden. Der andere Pol ist mit einem in die Erde gerammten Pfahl verbunden. Sobald das Tier den Zaundraht berührt, schließt es mit seinem Körper den Stromkreis zwischen Draht und Erde kurz und der Strom fließt durch das Tier über die Erde zum Gerät zurück. Der Körperwiderstand des Tieres beträgt 500 Ω bis 1 kΩ.

### Sicherheit
Um Spannungsverluste zu vermeiden, dürfen Grashalme und andere leitfähige Gegenstände die Bänder und Drähte nicht berühren (Spannungsableitung). Die Hütespannung muss mindestens 2 kV an jeder Stelle des Zauns betragen, sollte aber 10 kV nicht überschreiten. Zwischen den einzelnen Pulsen muss laut DIN EN 60335-2-76 Anhang E und VDE0131 mindestens eine Sekunde Pause liegen. Auch bei geringer Stromstärke muss die Impulsdauer unter 10 ms liegen. Die Energie pro Impuls im 500-Ohm-Anteil der Standardlast darf 5 J nicht überschreiten. Die Standardlast stellt quasi den Tierkörper dar. Das Gerät darf mehr Energie abgeben, um den Fellwiderstand und/oder parallel ableitenden Pflanzenbewuchs zu überwinden. Beide Fälle werden von der Norm dahingehend berücksichtigt, dass zum Widerstand zur Prüfung mit 500 Ω ein weiterer Widerstand parallel oder in Reihe geschaltet wird. Dessen Größe und Schaltart ist so zu wählen, dass die maximale Energie im Widerstand mit 500 Ω auftritt. Die Kompliziertheit erklärt sich daraus, dass einerseits eine große Hütesicherheit erreicht werden soll und andererseits eine maximale Sicherheit für Mensch und Tier nötig ist. Dementsprechend passen sich moderne Geräte an die Lastbedingungen an (siehe Abschnitt Betrieb und Merkmale). Der maximale Strom von schwachen Weidezaungeräten, deren Impuls-Energie bis zu 500 mJ beträgt, liegt bei einer Impulsdauer von bis zu 10 ms, bei etwa 300 mA und darf bei kürzerer Impulsdauer und größeren Pausen zwischen den einzelnen Impulsen höher sein. Bei Impuls-Energien bis zu 500 mJ liegt z. B. die Dauer eines Stromimpulses mit 20 A unter 2,5 µs.
Stacheldrahtzäune dürfen nicht unter Spannung gesetzt werden, da ein Verfangen z. B. an der Kleidung und damit ein andauernder Schluss des Stromkreises möglich wäre.

### Betrieb und Merkmale
Die Geräte nennt man auch Weidezaungerät, in der Schweiz auch Viehhüter. Mit Batterie betriebene Weidezaungeräte erzeugen bei 9–12 V Batteriespannung {\displaystyle U_{\text{Bat}}} eine elektrische Spannung von bis zu 10 kV. Je nach Verwendungszweck beträgt die Energie pro Impuls bis zu 6 Joule. Die minimale Kapazität {\displaystyle C_{\text{Bat}}} der Batterie kann anhand der Pulsenergie E, der Folgefrequenz f (z. B. 1 Hz entsprechend 1 Impuls pro Sekunde) und der Betriebsdauer t mit
{\displaystyle C_{\text{Bat}}={\frac {E\cdot f\cdot t}{U_{\text{Bat}}}}\,}
grob abgeschätzt werden. Besser ist es, die tatsächliche mittlere Stromaufnahme des Gerätes zu messen oder dem Datenblatt zu entnehmen.
Bei guten Verhältnissen können Zaunlängen von bis zu 25 km effektiv unter Spannung gesetzt werden. Es sind mit Netzspannung betriebene Weidezaungeräte mit Energien pro Impuls bis über 30 Joule bekannt, was für Zaunlängen von bis zu 150 km ausreicht. Die versorgbare Zaunlänge reduziert sich jedoch in Abhängigkeit vom Bewuchs des Zaunes sehr schnell und sollte somit kurz gehalten werden. So stehen bei mittlerem Bewuchs 45 km und bei starkem Bewuchs noch maximal bis ca. 25 km Zaunlänge zur Verfügung.
Eine Spannung von mindestens 3 kV gilt als bewuchsvernichtend, d. h. die Spitzen nachwachsender Grashalme werden vernichtet, wenn sie den Zaun berühren, und stellen damit keine ungewollte Ableitung dar.
Für größere Tiere ist die hohe Spannung weitgehend ungefährlich, da die Energie pro Impuls und die Impulslänge begrenzt sind und die Pause größer 1 s vorgeschrieben ist. Bei Berührung mit den Drähten erhalten die Tiere einen kurzen elektrischen Stromstoß, der über den Tierkörper zur Erde fließt, und weichen zurück. Kleinere Tiere wie Schnecken, Spinnen oder Geckos können aber im Bereich der Isolatoren getötet werden.
Die Vorteile von elektrischen Weidezäunen gegenüber anderen Weidezäunen liegen im geringen Arbeitsaufwand bei der Errichtung, in der leichten Veränder- und Erweiterbarkeit und im geringen Verletzungsrisiko für Mensch und Tier. Für die Funktion muss kein geschlossener Stromkreis errichtet werden, was den Aufwand beim Aufbau sehr klein hält. Es sind beliebige „Verästelungen“ beim Aufbau möglich – der Stromkreis wird erst dann geschlossen, wenn ein Tier (oder etwas anderes) den Zaun berührt und so eine Verbindung mit der Erde herstellt.
Moderne Weidezaungeräte sind selbstregulierend, indem sie ihre Impulsenergie selbstständig den Gegebenheiten des Zaunes (Länge bzw. Kapazität zur Erde) anpassen. Sie sorgen z. B. auch bei Störungen (aufliegende Äste usw.) dafür, dass die erforderliche Zaunspannung aufrechterhalten wird. Weitere heute verfügbare Funktionen sind Ruf- und Benachrichtigungssysteme (Telefonwähler, Signallampen und Sirenen), die den Zaunbetreiber bei solchen Störungen benachrichtigen. Einige Geräte ermöglichen auch die Überwachung auf Unterbrechung, indem der spannungsführende Draht an seinem Ende mit einem Rücklaufanschluss des Weidezaungerätes verbunden wird (Zaunschleife). Die Geräte können auf diese Weise den Benutzer über Unterbrechungen oder Zaundurchbrüche informieren.
Eine Fehlerquelle bei der Errichtung eines elektrischen Weidezaunes ist die mangelhafte Erdung des zweiten Pols des Weidezaungerätes. Da bereits durch die Zaunkapazität zur Erde, besonders aber bei Berührung, Ströme im Amperebereich fließen, hat sie auf die Funktion eines Weidezauns einen großen Einfluss. Ist der Erdwiderstand aufgrund trockener Erde oder zu kurzem Erder zu hoch, geht Energie verloren und am Erder treten hohe Spannungen auf, die ebenfalls Stromschläge verursachen können. Hersteller geben an, wie die Erdung am jeweiligen Weidezaungerät gestaltet werden muss. Ein Anschluss an eine Hauserdung (Schutzleiter) ist nicht gestattet, der Mindestabstand zur Hauserdung beträgt 10 m. Grund ist das Vermeiden des Einschleppens von Störpulsen in die Elektroinstallation.
Als Hilfestellung bei der Zaunplanung und der Wahl der richtigen Zaunkomponenten gibt es Berechnungssoftware. Vorschriften zum sicheren Errichten und Betreiben eines elektrischen Weidezaunes existieren u. a. beim Verband der Elektrotechnik, Elektronik und Informationstechnik (VDE) und der Landwirtschaftlichen Berufsgenossenschaft.

### Kritik
Mobile elektrische Weide- und Hütezäune können für Wildtiere eine nicht zu unterschätzende Gefahr darstellen, besonders dann, wenn sie spannungsfrei geschaltet sind und somit keine Abschreckwirkung aufweisen. Tiere mit Hörnern oder Geweihen können sich in den Drähten und Bändern verwickeln und im Extremfall zu Tode kommen. Wer mobile elektrische Weide- und Hütezäune errichtet, sollte sich dieses Umstandes bewusst sein, die Anlagen ständig kontrollieren und bei Nichtbenutzung abräumen.

## Tödliche Elektrozäune

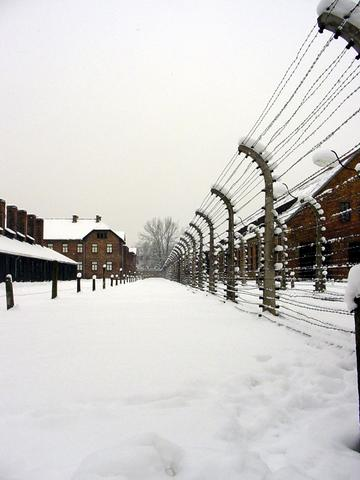
Hochspannungs-Stacheldrahtzaun in Auschwitz

Bei elektrischen Zäunen mit lebensgefährlicher elektrischer Energie (auch Starkstromzäune genannt) stehen die Drähte des Zaunes ebenfalls unter einer Hochspannung von 1 kV bis 20 kV, wie bei Weidezäunen. Allerdings ist die Energieversorgung hier so stark ausgelegt, dass es bei Berührung zu einem wesentlich geringeren Spannungseinbruch kommt. Dadurch fließt im Vergleich zu Weidezaunsystemen ein größerer Strom über längere Zeit, so dass die einwirkende Energiemenge deutlich höher ist. Die bei Berührung oder durch Spannungsüberschläge durch den Körper fließenden Ströme erzeugen unter anderem Herzstillstand, Herzkammerflimmern und schwere Verbrennungen wie bei Stromunfällen.
Die erste Anwendung von Zäunen unter Hochspannung fand im Ersten Weltkrieg in Belgien statt. Dort errichteten deutsche Truppen 1915 entlang der Grenze zwischen dem besetzten Belgien und den Niederlanden über eine Länge von etwa 180 km einen an 2 kV angeschlossenen Hochspannungszaun (offiziell: Grenzhochspannungshindernis), um unerwünschte Grenzübertritte zu verhindern (siehe Hochspannungszaun in Belgien).
Elektrozäune wurden auch zur Umzäunung von Konzentrationslagern benutzt. Außerhalb des Zaunes befand sich zusätzlich noch eine weitere Umzäunung aus Stacheldraht. Der innere, unter Hochspannung stehende Zaun war oft ungeschützt.
In der DDR waren etwa 1,8 m hohe Hochspannungszäune mit einer Spannung von 10 kV zum Schutz von Hochsicherheitsanlagen (z. B. Anlagen der militärischen Luftraumüberwachung) üblich. Bei diesen Zäunen verliefen auf Porzellanisolatoren sowohl Hochspannung führende als auch geerdete Drähte, deren Lage im Verlauf des Zaunes in unregelmäßigen Abständen wechselte. Der Hochspannungszaun befand sich zwischen zwei Maschendrahtzäunen, die vor dem unbeabsichtigten Berühren des Zaunes, auch durch Wild, schützen sollten. Am Zaun war üblicherweise eine Überwachungsanlage angeschlossen, die einen bei Berührung des Zaunes erfolgenden Spannungseinbruch signalisierte.
Südafrika befestigte in den 1980er Jahren Teilabschnitte seiner Staatsgrenze mit Hochspannungszäunen, um aus Nachbarstaaten eindringende Bürgerkriegsflüchtlinge und bewaffnete Kräfte der Antiapartheidsbewegungen zu hindern bzw. abzuschrecken. Internationale Bekanntheit hat beispielsweise diese Art staatlicher Territorialsicherung an der Grenze zu Mosambik gefunden.

## Signalzaun

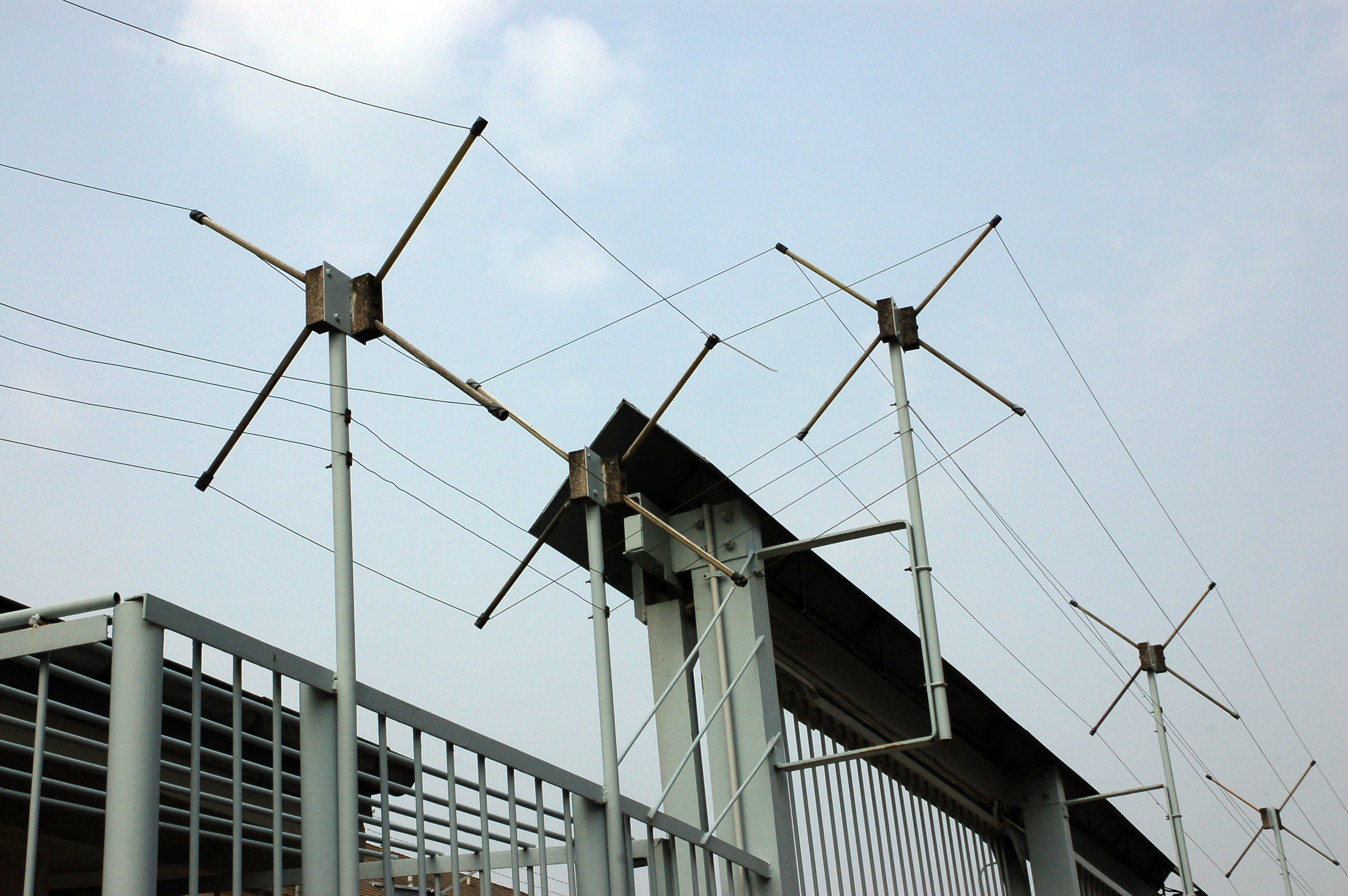
Elektrische Sicherung im ehemaligen Stasi-Gefängnis Berlin-Hohenschönhausen

Elektrische Signalzäune mit Alarmdraht dienen dazu, die Verletzung eines gesperrten Bereiches zu signalisieren – durch Kontakt mit den Drähten oder auch kontaktlos infolge der Veränderung des elektrischen Feldes bei Annäherung von Personen. Die dazu genutzte Spannung ist nicht tödlich. So waren z. B. die Grenzsignalzäune an der Westgrenze der DDR und zu West-Berlin aufgebaut. Auch Elektro-Barrieren als Besteigeschutz von Gebäuden oder Übersteigschutz von Mauern funktionieren so. Sie waren z. B. an vielen sicherheitsrelevanten Gebäuden der DDR (Staatssicherheit, Polizei) angebracht. Sie bestanden aus Drähten, die an V-förmig vom Gebäude abstehenden Glasfaser-Stangen befestigt waren und oberhalb des Erdgeschosses um das Gebäude liefen.
Seit Ende der 1960er Jahre bis 1989 stand an der ungarisch-österreichischen Grenze (damals zugleich die Grenze zwischen Ostblock und Westen sowie Teil des Eisernen Vorhangs) ein etwa 240 km langer Signalzaun („elektronisches Signalsystem SZ-100“), ein Produkt aus der Sowjetunion. Anderswo gab es eine Kombination aus Stacheldraht und Minenfeldern, siehe Todesstreifen. Auch zwischen Ungarn und der ČSSR gab es bei Pressburg (Bratislava) ein Stück SZ-100.